# 岱山县
岱山县是中國浙江省舟山市下辖的县，为全国12个海岛县之一。区域总面积为5242平方公里，县人民政府驻高亭镇人民路88号。

## 沿革
岱山县考古历史约有四五千年。春秋战国时期是越国甬东地，根据《史记》记载，秦始皇派徐福带数千童男童女下东海寻长生不老药，曾到过“三神山”之一的蓬莱山，岱山县认为，蓬莱山就是岱山。2004年7月，岱山举办了中国徐福东渡国际文化节。
隋朝时属于会稽郡句章县，唐开元年间称“蓬莱乡”。因此，岱山自诩古称“蓬莱仙岛”。唐朝开元廿六年（公元738年）后，相继属于翁山县、鄮县、鄞县、昌国县、昌国州、定海直隶厅、定海县。
中华民国38年（1949年）7月，分定海县北的各个岛屿设立滃洲县，县政府高亭。1950年5月19日滃洲县解放同时县政府撤消，重归定海县，设立岱山区、衢山区。1953年4月岱山县（县治东沙角，1955年迁高亭）成立。1958年岱山县撤消，并入定海县（时称舟山县）。1962年4月，岱山县恢复，同时大衢县（县治岛斗）也设立。1964年大衢县撤消，大衢山等岛屿划予岱山县，大洋山、小洋山予嵊泗县。

## 地理
位于浙江省沿海北部，杭州湾外缘的舟山群岛中部。具体经纬度为:北纬30.07°-30.38°，东经121.31°-123.17°。
岱山县域东西长169.60公里，南北宽57公里，总面积为5242平方公里（陆地面积326.5平方公里，包括57.4平方公里是潮间带滩涂；海域面积4916平方公里），由404个岛屿组成，住人岛屿为11个（岱山本岛、大衢山、小长涂山、秀山、大长涂山、大渔山、江南山、小衢山、大峧山、官山、下三星）。小峧山、黄泽山、大西寨岛等曾有人居住，现已邅出。
岱山岛为最大岛屿，陆地面积为104.97平方公里，其他还有衢山岛（73.6平方公里）、大长涂山、秀山、小长涂山、大鱼山等。

### 主要城镇
- 高亭是县城所在地，也是最大的居民点。
- 东沙角是本岛西部的重要工商业城镇，岛斗是衢山岛和衢山镇的中心城镇。

### 气候
| 岱山(1981−2010)      | 岱山(1981−2010) | 岱山(1981−2010) | 岱山(1981−2010) | 岱山(1981−2010) | 岱山(1981−2010) | 岱山(1981−2010) | 岱山(1981−2010) | 岱山(1981−2010) | 岱山(1981−2010) | 岱山(1981−2010) | 岱山(1981−2010) | 岱山(1981−2010) | 岱山(1981−2010) |
| 月份                 | 1月             | 2月             | 3月             | 4月             | 5月             | 6月             | 7月             | 8月             | 9月             | 10月            | 11月            | 12月            | 全年            |
| -------------------- | --------------- | --------------- | --------------- | --------------- | --------------- | --------------- | --------------- | --------------- | --------------- | --------------- | --------------- | --------------- | --------------- |
| 平均高温 °C（°F）    | 8.7 (47.7)      | 9.4 (48.9)      | 12.6 (54.7)     | 17.5 (63.5)     | 22.1 (71.8)     | 25.8 (78.4)     | 30.6 (87.1)     | 30.6 (87.1)     | 27.1 (80.8)     | 22.8 (73.0)     | 17.5 (63.5)     | 11.6 (52.9)     | 19.7 (67.5)     |
| 日均气温 °C（°F）    | 6.0 (42.8)      | 6.7 (44.1)      | 9.6 (49.3)      | 14.2 (57.6)     | 19.0 (66.2)     | 22.9 (73.2)     | 27.3 (81.1)     | 27.6 (81.7)     | 24.6 (76.3)     | 20.3 (68.5)     | 14.9 (58.8)     | 8.9 (48.0)      | 16.8 (62.3)     |
| 平均低温 °C（°F）    | 4.0 (39.2)      | 4.7 (40.5)      | 7.3 (45.1)      | 11.7 (53.1)     | 16.5 (61.7)     | 20.8 (69.4)     | 24.8 (76.6)     | 25.3 (77.5)     | 22.6 (72.7)     | 18.2 (64.8)     | 12.8 (55.0)     | 6.7 (44.1)      | 14.6 (58.3)     |
| 平均降水量 mm（）    | 55.2 (2.17)     | 69.0 (2.72)     | 107.7 (4.24)    | 97.8 (3.85)     | 102.7 (4.04)    | 135.7 (5.34)    | 96.2 (3.79)     | 110.7 (4.36)    | 117.9 (4.64)    | 80.5 (3.17)     | 66.3 (2.61)     | 50.8 (2.00)     | 1,090.5 (42.93) |
| 平均相對濕度（％）   | 74              | 77              | 78              | 80              | 83              | 87              | 84              | 84              | 80              | 73              | 71              | 71              | 79              |
| 来源：中国气象数据网 |                 |                 |                 |                 |                 |                 |                 |                 |                 |                 |                 |                 |                 |

## 行政区划
岱山县下辖6个镇、1个乡：
高亭镇、东沙镇、岱东镇、岱西镇、长涂镇、衢山镇和秀山乡。
其中高亭镇、东沙镇、岱东镇和岱西镇4镇位于岱山本岛，衢山镇位于衢山岛等，长涂镇包括小长涂山、大长涂山等岛，秀山乡包括秀山岛等岛。
乡镇之下为群众自治组织村和居民委员会。2005年舟山市实行渔农村新型社区建设后，农村组建社区，其通常包括1个或多个村。现在，社区的主要功能是提供社会服务和作为经济社会发展的统计单位。而村则保留其作为村民经济合作社的功能。

## 人口
2020年末，根據第七次全国人口普查全区常住人口49.91万人，比上年末增加0.3万人，城镇化率为71.53%，比上年提高0.52个百分点。按户籍人口统计，全区家庭总户数15.61万户，户籍人口39.94万人，其中，男性人口为19.62万人，女性人口为20.32万人，分别占总人口的49.1%和50.9%。全年出生人口2910人，出生率为7.30‰；　死亡人口2576人，死亡率为6.46‰；自然增长率为0.84‰。

## 交通

### 对外交通

526国道岱山段

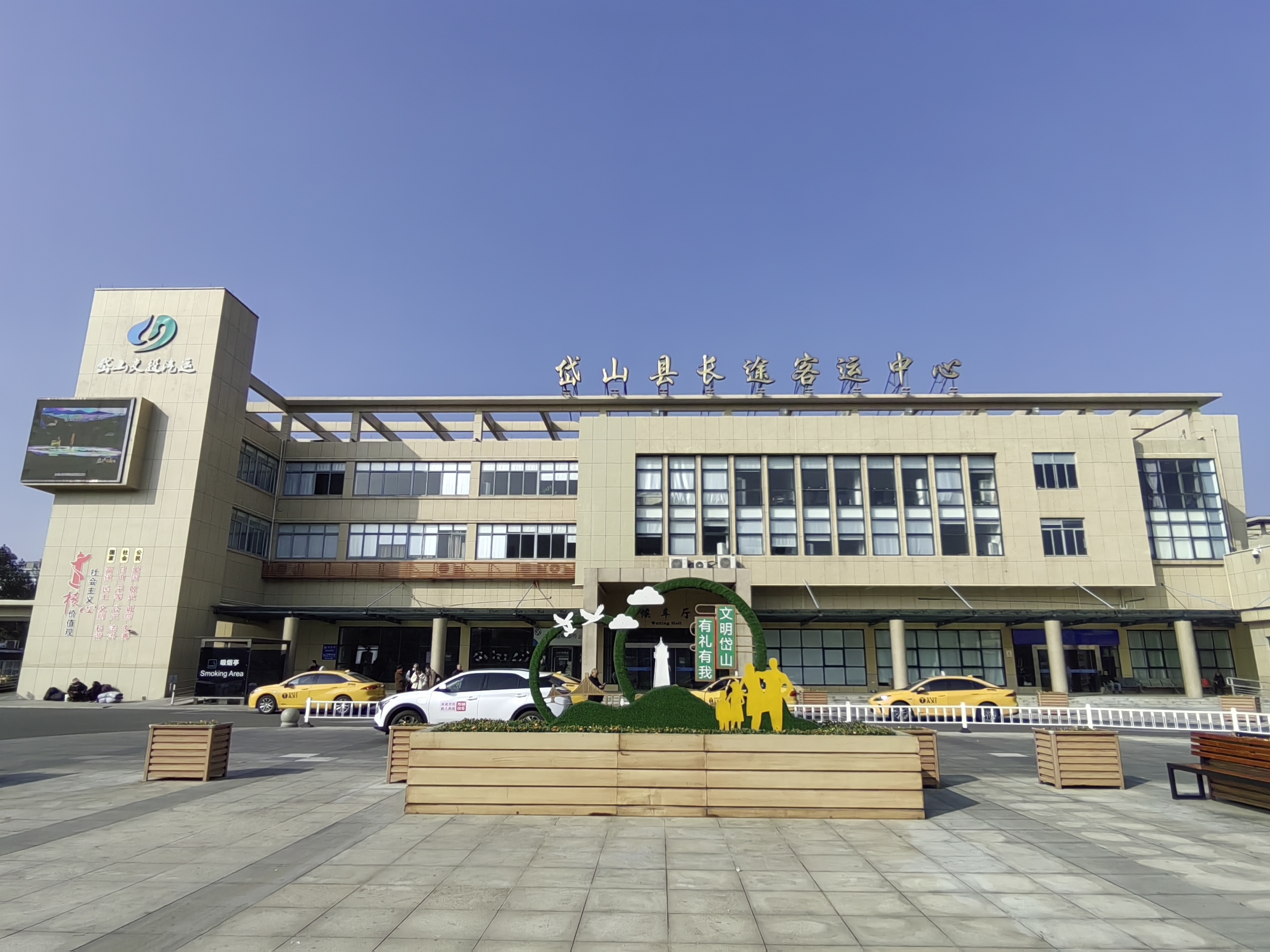
岱山县长途客运中心

岱山县对外的交通，主要通过海路，以及水陆联运。目前开通的客运船期，包括定海、上海和宁波航线。
轮渡方面，开通定海三江码头和宁波镇海航线。
长途班车（经轮渡），则开通至杭州、宁波、温州、定海、沈家门、路桥等方向。

### 岛际交通
从高亭港客运中心（山外），有开通至境内各住人岛的船班，包括往大衢（衢山岛）、长涂（小长涂山）、秀山、江南山、渔山、大峧山、官山。
2007年7月5日，长涂（大浦口）车客渡码头正式启用。岱山县蓬莱客运轮船公司“仙洲3”号高速船和投入运营长涂（大浦口）至高亭（大蒲门）高速航线，每天单向各10个航班，单程航行15分钟。“岱山6”号客滚船运营定海三江至长涂（大浦口）车客渡航线，每天来回两班。
2008年连接岱山岛和江南山的江南大桥通车，随后江南山至高亭牛轭岛的公路开始进行招标，未来已规划修筑官山大桥（连接牛轭岛和官山）、秀山大桥（连接官山和秀山），建设岱山和舟山之间的疏港公路。

### 岛内交通
高亭城内
县城高亭城内的主要公共交通工具是公交车，出租车，共享单车。
岱山岛乡村
- 公共中巴车。1路中巴自高亭城区，往西经闸口、石马岙、枫树、桥头至东沙。2路中巴自高亭城区，往东经东海、南峰（黄官泥岙）、丰收站、泥峙、桥头至东沙。3路中巴自高亭城区，往东与2路中巴重合至丰收站，分道往东至沙洋（鹿栏晴沙）。4路中巴为高亭、浪激渚、石马岙、超果寺、丰收至沙洋，为2006年4月24日起新开[6]。
- 私营面包车。一些不在中巴线路上的村开通有本村至高亭城区的小面包班车，并实行类似行业自我管理。固定地点发车，乘客定额（通常7座），车辆自觉排队，前车有空乘客不许座后车，空闲期后车进站前车出发，高峰期座满即走。开通通村班车的有南峰（里南峰）等。
- 出租车。

衢山岛
其它岛屿

## 经济
岱山县经济以工业为主，工业产值占本地生产总值的比值的2/3，次为第三产业，而传统的农业和渔业已经退居第三。
目前以船舶修造业为代表的临港工业为全县贡献最巨，占工业总产值的2/3强，且这一优势将持续保持。汽配、化纤、玩具、电机则是岱山县的四大传统制造工业。其中汽配制造发展形势较佳，有岱美公司、永乐铝轮公司等龙头企业。化纤制造业有舟山化纤厂等企业。岱山的电动玩具制造在全国有重要地位，生产的各式电动圣诞老人玩具，拥有全国60%的市场，但受劳动力紧缺以及欠发达国家的玩具业发展等因素影响增长缓慢。在电机制造方面，1956年创建的浙江佛顶山电器有限公司于1984年成为轻工部定点的全国家用电器生产骨干企业。但整个行业受产品档次及利润空间和劳动力不足等制约表现低迷，一些电机企业逐步船配和玩具制造转移。
岱山县渔业发达，是全国十大渔业县之一。目前岛外流入劳动力，也有很多从事海洋渔业。

## 旅游
岱山岛风景名胜区是浙江省省级风景名胜区，山海风光秀丽。主要景点分布在岱山本岛、秀山岛、衢山岛、长途岛，包括慈云寺、鹿栏晴沙等。有蒲门晓日、石壁残照、鹿栏晴沙、南浦归晚、石桥春涨、鱼山蜃楼、横街鱼市、巨港渔火、竹屿怒涛、白峰积雪十景，是为“蓬莱十景”。整个风景区三百米以上沙滩有十处，其中鹿栏沙滩（后沙洋）3600米长，为全省之最。岸壑奇特，岛屿林立，沙滩细腻，气候宜人，是一处赞的海岛型风景名胜区。1991年5月3日，被批准为浙江省第二批省级风景名胜区。
岱山县的的旅游环境日臻改善，县府在旅游促销方面也力度很大，2005年开始承办首届中国海洋文化节，在此类节庆活动的拉动下，进一步提升“蓬莱仙岛·浙江岱山”的品牌形象与知名度。

### 博物馆

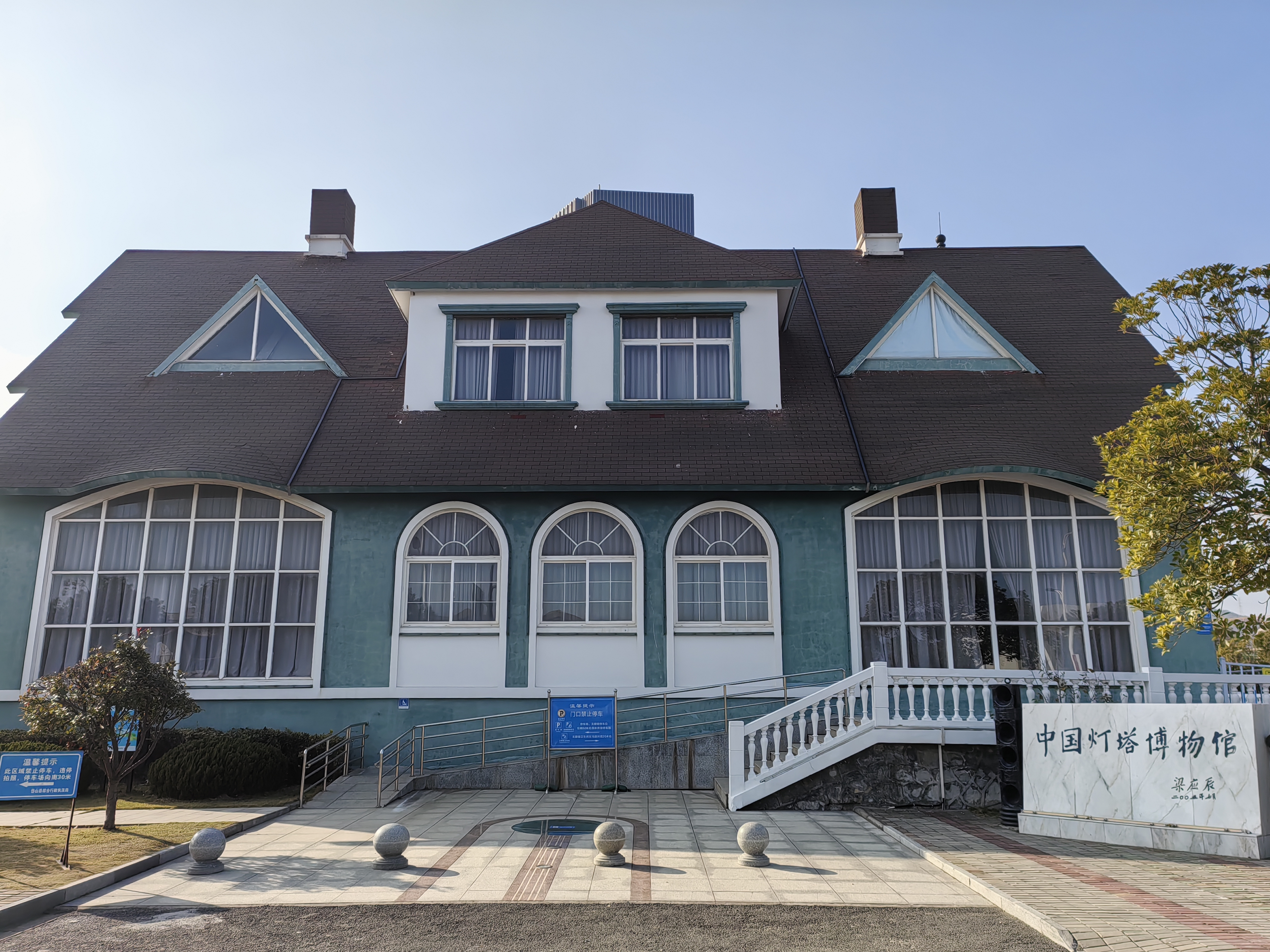
中国灯塔博物馆

岱山县还有众多的博物馆，多带海洋风格。包括
- 中国灯塔博物馆
- 台风博物馆
- 海洋博物馆
- 渔业博物馆
- 盐业博物馆等。

## 宗教

### 佛教
岱山县的佛教发展渊源流长，岱山县佛教协会驻在慈云寺。目前主要寺院有：
| - 慈云寺 - 超果寺。五代开始建设，岱东镇。 - 护国寺（天生堂） - 义火禅寺。高亭镇。 - 广济寺。衢山镇观音山 - 龙泉寺 - 弥陀禅寺。泥峙。 - 净观禅寺。东沙镇 | - 传灯庵。 - 净修庵 - 真修庵。衢山镇樟套。 - 西方庵。位于东沙，供奉弥勒佛。 - 太平庵。东沙。 - 宝筏庵。拷岙。 - 观音庵。枫树墩。 | - 韦驮宝殿。长涂镇 - 地藏殿。小九华山。 - 崇圣禅院。泥峙。 - 长寿禅院。秀山乡 |

历史上曾经存在的寺院还有：
- 资福寺。位于桥头，文革中毁。

### 基督宗教
岱山县的基督徒人数主要集中在衢山镇，该镇不少于1/3的人口是基督徒。同时也零星传播于其他各镇。
主要聚会点有：
- 高亭主恩堂
- 东沙真神堂
- 衢山哈吧山福音堂。衢山基督教活动的中心。
- 衢山桂花教堂。民国17年建设，解放初被占用，1986年重新开放。
- 岱山东沙教堂。抗日战争初建设，解放初被占用，1988年拆造，开放。

### 斋教
斋教在岱山民间传播甚广。以岱山本岛为例，已经形成自己的体系。信徒普遍遵奉观音菩萨，家中设斋堂供奉，逢初一十五吃斋，部分信徒全年吃斋，俗称“吃长菜”。在地方神社中，合境最高神社是位于司基的“东岳宫”，供奉东岳大帝黄飞虎。东岳宫下共有十八座大庙，每座庙宇的信众范围为一个“庙脚”，民众分属一个庙脚。他们分别是：
| - 高显庙（高亭） - 崇福庙（闸口） - 永兴庙（南峰） - 湖中庙（板井潭） - 大舜庙（北峰） - 总吉庙（北峰） | - 张公庙（涂口） - 太平庙（沙洋） - 丰乐庙（虎斗） - 聚英庙（泥峙） - 石马庙（石马岙） - 龙山庙（南浦） | - 司社庙（大峧） - 镇英庙（枫树墩） - 顺司庙（司基） - 玄坛庙（东沙） - 淡水庙（摇星浦） - 大禹王殿（前岸） |

注：位于板井潭的海曙庙历史上位列18大庙之中，但区域小，信众少，在新的18大庙中已经删除，而由大禹王殿顶替位置。
另外，不属于18大庙系统的还有：
- 五都府（东沙，由宁波镇海蟹浦渔民带入）
- 羊府宫（东沙，供奉羊府大帝，实为清乾隆年间救人无数的一位当地渔民）
- 永春庙（长涂西剑）
- 三星殿（鼠浪湖）

## 文化和习俗

### 特色习俗
- 「抬姑娘」，原多在正月十四夜开展，现已不限。县民认为，年代久远的粪缸、水缸、井潭、筷子笼等地方，都会有一位姑娘。抬姑娘就是请她们出来，询问年景，祈求家兴。抬的方式，是先在姑娘所居的粪缸、水缸、井潭、筷子笼旁边放一红盘，上倒扣一竹篮，竹篮的一边与篮口垂直插一根筷子绑紧，筷子小口那端伸出篮子的边沿约1寸，使篮子一头被支起，篮上再覆红布，此即是迎接姑娘的轿子。然后上香，请姑娘上轿。一人端起红盘至已摆好的案桌上。案桌为普通桌子，上放大米，抹平，桌子一边上香，供茶供果品。红盘迎至案桌后，再请两人，每人用一只手，各持竹篮的两侧，插筷子那头在前，迎姑娘到案桌上。众人开始询问姑娘问题，姑娘以筷子代笔，在米上书写答案，扶篮的两人跟随移动。此俗至今仍存。

### 主要传统节日
- 春节。中国传统大节。传统上，正月初一，天未亮即起，着新衣，上香敬神。家中媳妇给公婆敬桂圆汤、红枣汤，晚辈给长辈拜年，长辈赐以“压岁钱”早餐后，到寺庙（拜菩萨岁）和祖坟（拜坟头岁）拜年。初二开始互贺走亲戚，已婚家庭送果包回娘家省亲。初一至初四，全民休息，尤其初一，家中不动刀剪，不扫地，工具也休假。初五商户和百工开业，请“财神菩萨”。有些人会延至元宵后才开始择日开业，如屠户。新年期间要做羹饭祭祀祖先。各庙宇在春节期间组织舞龙灯，并筹集本庙一年运营费用。
- 立春，标志春天到来，为24节气之首。立春正时，各家燃放爆竹迎春。该日忌口出恶言，忌损坏器皿，忌借钱讨债等。
- 清明，各家做羹饭祭祀祖先，近来因外俗传入，也普遍上坟。公家机关多组织活动。
- 立夏。各家做羹饭祭祀祖先，各人吃蛋，吃牡蛎（立夏），称体重。谚曰：“立夏吃只蛋，气力大一万”。儿童将熟鸡蛋染红装入彩线挂于胸前；大人们禁午睡，以免懒惰成疾。
- 端午，各家做羹饭祭祀祖先，即五月初五。婚后三节之一，已婚妇女挑馒头回娘家。
- 立秋，全民吃西瓜。
- 七夕，即七月初七。妇女们在当天彩集槿树叶用水浸泡后洗头。已不多见。
- 中元节，即七月半，俗称“鬼节”。各家做羹饭祭祀祖先。
- 地藏王菩薩诞辰，农历七月三十夜间，此夜各家插燃香于地上，俗称“插乱香”。一为纪念地藏王诞辰，二为地藏王开眼观光大千世界。旧时于屋檐下摆团箕，上香上供，备一盆水。供毕盆水洗眼，可使眼目清亮。
- 中秋，以农历八月十六为中秋节，浙东皆此。各家做羹饭祭祀祖先。
- 重阳，各家做羹饭祭祀祖先。婚后三节之一，已婚妇女挑馒头回娘家。
- 冬至，是个大节，大似年。忌打骂，碎东西，否则不吉利。各家做“冬至羹饭”祭祀亡人。
- 祭灶，农历十二月二十三。有专门的祭灶用果品。
- 「送年」，也称谢年、过年。当地过年的主要内容是“廿三祭祭灶，廿四掸掸尘，廿五、廿六搡点心，廿七、廿八勿走勿是人”。廿七、廿八勿走勿是人是指干活的长工，当时也要回家过年，所以旧时穷人多在廿七以后过年，有钱人家则提前过年。送年大祭与祭祀祖先不同。目前仍普遍盛行。
- 除夕。是夜，一家老少团聚吃“年夜饭”、分“压岁钿”。入夜，灯火不灭，子夜时燃放鞭炮辞岁。

## 教育与学校

### 高中、完中、中专
- 岱山中学。省一级重点中学
- 东沙中学。特色中学，以美术为特色。
- 大衢中学
- 岱山技校

### 初级中学
- 高亭初中：撤并原南峰中学。
- 岱山初中：2006年撤并了泥峙中学、长涂中学、酒坊中学、秀山中学初中部、岱东中学、岱西中学六所学校。
- 岛斗初中：由大衢中学初中部、太平中学、四平中学、万良中学、桂花中学、岛斗初中六校合并。2000年9月，迁入新校址。
- 衢山初中：2000年设立。

### 九年一贯制
- 岱山实验学校

### 小学
公立学校
- 高亭小学
- 高亭中心小学
- 岱中小学
- 岱东小学
- 蓬山小学
- 东沙小学
- 怀慈小学
- 长涂小学
- 敬业小学
- 桂花小学
- 四平小学
- 万良小学
- 秀山小学
- 东沙小学

私立学校
外工学校
- 岱山县外工子弟希望学校， 位于高亭镇顺福路

### 幼儿园
- 县中心幼儿园

## 历任县长
滃洲县县长（1949.7～1950.5）
- 萧政之（1949.7～1950.3）
- 朱沛霖（1950.3～1950.5）

岱山县县长（1953.4～1958）
- 曹鸿声（1953.4～

大衢县县长（1962.4～1964.6）
岱山县县长（1962.4～今）
- 付铭德
- 姚德隆
- 戴秀开（    ～1995.11）
- 沈　旺（1995.11～2001.06，其中1995.11～1996.03为代县长）
- 孙旭军（2001.06～2004.12，包括代县长时期），2006.9因受贿罪、滥用职权罪被判刑六年六个月。
- 王　伟（2004.12～2008.9，其中2004.12～2005.03为代县长）
- 陈  伟（代，2008.9～ ）
- 毛江平[9]（2012年1月～今[10]，2011年11月～2012年1月代職）